# Angelika Hörmann
Angelika Hörmann (* 4. November 1953 in Innsbruck) ist eine österreichische Politikerin (Die Grünen – Die Grüne Alternative). Sie war von 2006 bis 2008 Abgeordnete zum Tiroler Landtag.
Angelika Hörmann besuchte von 1960 bis 1964 die Volksschule der Ursulinen und absolvierte im Anschluss das Wirtschaftskundliche Realgymnasium der Ursulinen. Sie wechselte schließlich auf das Musisch-Pädagogische Realgymnasium der Barmherzigen Schwestern, wo sie 1973 maturierte. Nach der Matura studierte Hörmann Psychologie und Philosophie an der Universität Innsbruck. Am AKH Wien absolvierte Hörmann von 1987 bis 1988 eine berufsbegleitende Ausbildung für Ergotherapie.
Angelika Hörmann arbeitete zwischen 1976 und 1988 als Vertragsbedienstete beim Amt der Tiroler Landesregierung. Danach verfügte sie bis 1997 über eine Gewerbeberechtigung der Allgemeinen Fachgruppe des Gewerbes (Neue Selbständige). Hörmann leitete von 1988 bis 1991 den ambulanten Nachsorgedienst Psychosozialer Pflegedienst und leitete danach von 1992 bis 1994 die Organisation Start – Sozialtherapeutische Arbeitsgemeinschaft Tirol. Seit 1997 ist sie Unternehmerin und organisiert Seminare und Veranstaltungen.
Hörmann engagiert sich seit den 1990er Jahren bei den Tiroler Grünen. Sie ist Mitbegründerin der Grünen Wirtschaft Tirol, der sie seit 2004 als Landessprecherin vorsteht. Seit 2005 ist sie zudem Wirtschaftskammer-Mandatarin der Grünen Wirtschaft. Am 16. Mai 2006 folgte sie Ursula Schwarzl als Abgeordnete in den Tiroler Landtag nach. Sie war ab dem 17. Mai 2006 Mitglied im Ausschuss für Föderalismus und Europäische Integration sowie im Ausschuss für Gesellschaft, Bildung, Kultur und Sport. Hörmann ist Sprecherin für Wirtschaft, Frauen und Kultur der Tiroler Grünen. Nachdem Hörmann bei der Wahl zum Grünen Spitzenkandidaten im Regionalwahlkreis Innsbruck für die Landtagswahl in Tirol 2008 dem Gemeinderat Gebi Mair unterlegen war, scheiterte Hörmann am Wiedereinzug in den Landtag. Sie schied am 1. Juli 2008 aus dem Landtag aus.